# Osório Bebber
Osório Bebber (ur. 11 czerwca 1929 w Flores da Cunha, zm. 13 sierpnia 2021 w Caxias do Sul) – brazylijski duchowny rzymskokatolicki, w latach 1999-2003 biskup Joaçaba.

## Życiorys
Święcenia kapłańskie przyjął 13 lutego 1955. 30 listopada 1979 został prekonizowany biskupem koadiutorem Tubarão. Sakrę biskupią otrzymał 2 marca 1980. 17 września 1981 objął urząd ordynariusza. 18 stycznia 1992 został mianowany prałatem terytorialnym Coxim, a 17 marca 1999 biskupem Joaçaba. 9 kwietnia 2003 zrezygnował z urzędu.